# Kopsia arborea
Bản mẫu:Cốp hoa trắng (Kopsia arborea Blume)
Cốp hoa trắng hay còn gọi là Cốp lá bắc thon hay Trang Tây Nguyên có tên khoa học là Kopsia arborea Blume là một loài thực vật có hoa trong họ La bố ma. Loài này được Blume mô tả khoa học đầu tiên năm 1823.
Mô tả: Cốp hoa trắng là cây gỗ nhỏ có chiều cao trưởng thành từ 10-12m, đường kính thân cây có thể tới 30cm  vỏ của nó có màu xám. Lá mọc đối, có cuống, lá có  hình elip, dài 4,5-15 cm và rộng 1,4-8 cm. Các mép có dạng gợn sóng và cong lên trên. Các lá già hơn sẽ chuyển màu từ xanh sang đỏ như máu trước khi rụng. Mỗi lá có 11 đến 17 cặp gân và mép thuôn nhọn về đầu nhọn. Hoa hình ống có cuống, màu trắng với 5 cánh hoa hẹp, dài 2-3,5 cm và rộng 1,4-4 cm. Các hoa xếp thành cụm hoa có cuống. Chúng hơi giống với hoa lài, nhưng không thơm. Quả hình thuôn dài, dài khoảng 2,5cm và giống quả ô liu. Quả non có màu xanh lục và chuyển sang màu xanh đen khi gài và có màu trắng đục khi chín, quả tiết ra nhựa trắng khi nhổ hoặc cắt.
Phân bố: Cây thích hợp các vùng đất cao, thích hợp vùng khí hậu Nhiệt đới, cận nhiệt đới / gió mùa.
Trên thế giới: Từ quần đảo Andaman và Nicobar, đến miền nam Trung Quốc, Thái Lan, Việt Nam, bán đảo Malaysia, Sumatra, Borneo, Java, về phía đông đến Australia (Queensland) và Philippines.
Gieo ươm, chăm sóc: Nhân giống từ giâm cành. Phát triển tốt trong điều kiện ánh sáng trực tiếp đến bóng râm một phần. Có thể thích ứng với nhiều loại điều kiện đất khác nhau.Cây có sức sống mạnh, không bị sâu bệnh hại lớn nào. Có thể cắt tỉa tạo tán bằng thủ công, ví dụ như cắt tỉa hoa, cành nhánh...
Công dụng:
- Làm thuốc (Vỏ cây có thể được sắc và dùng làm thuốc xổ. Lá và quả của cây Kopsia flavida có thể được dùng để chữa đau họng và viêm amidan.)
- Được trồng làm cảnh quan tại các công viên, sân vườn và trên vỉa hè các con đường nhỏ có vỉa hè hẹp từ 2-3m.

## Hình ảnh

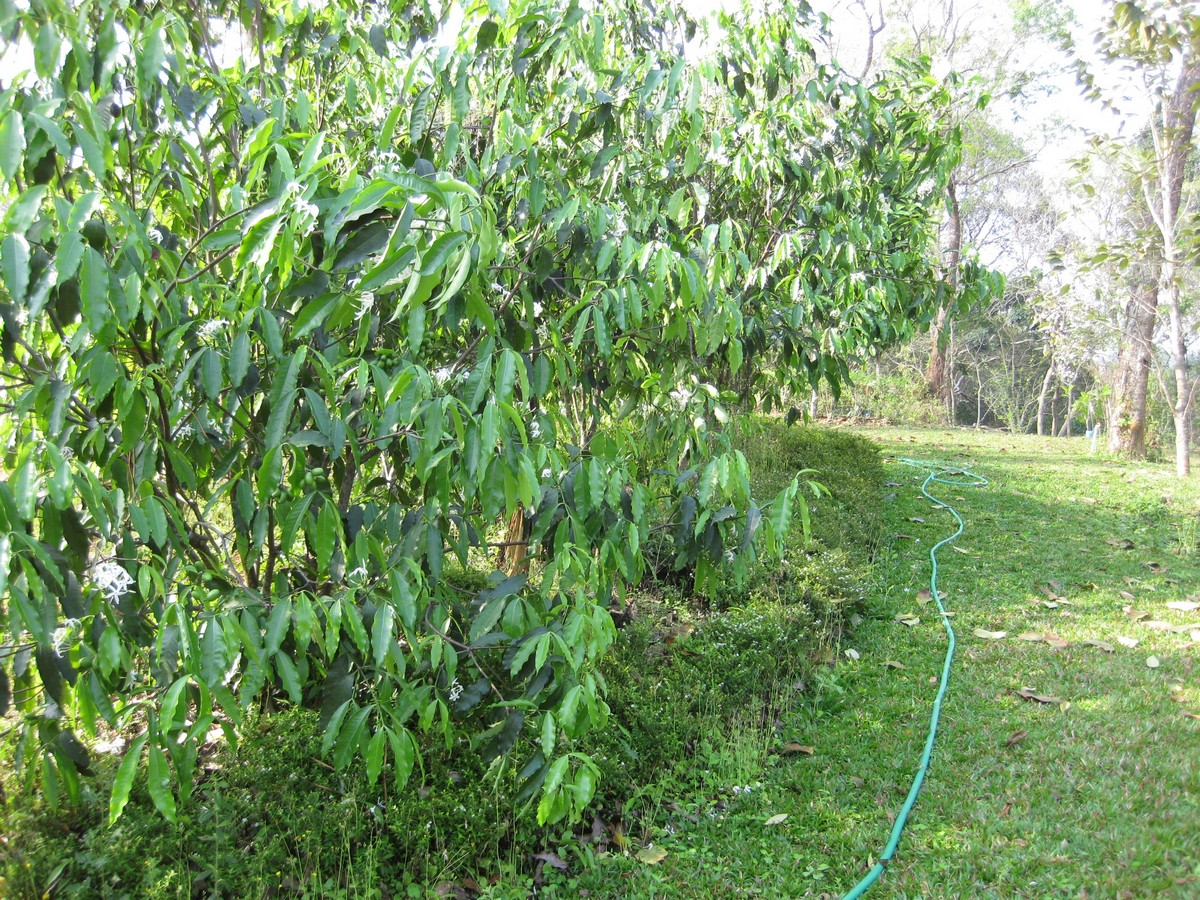
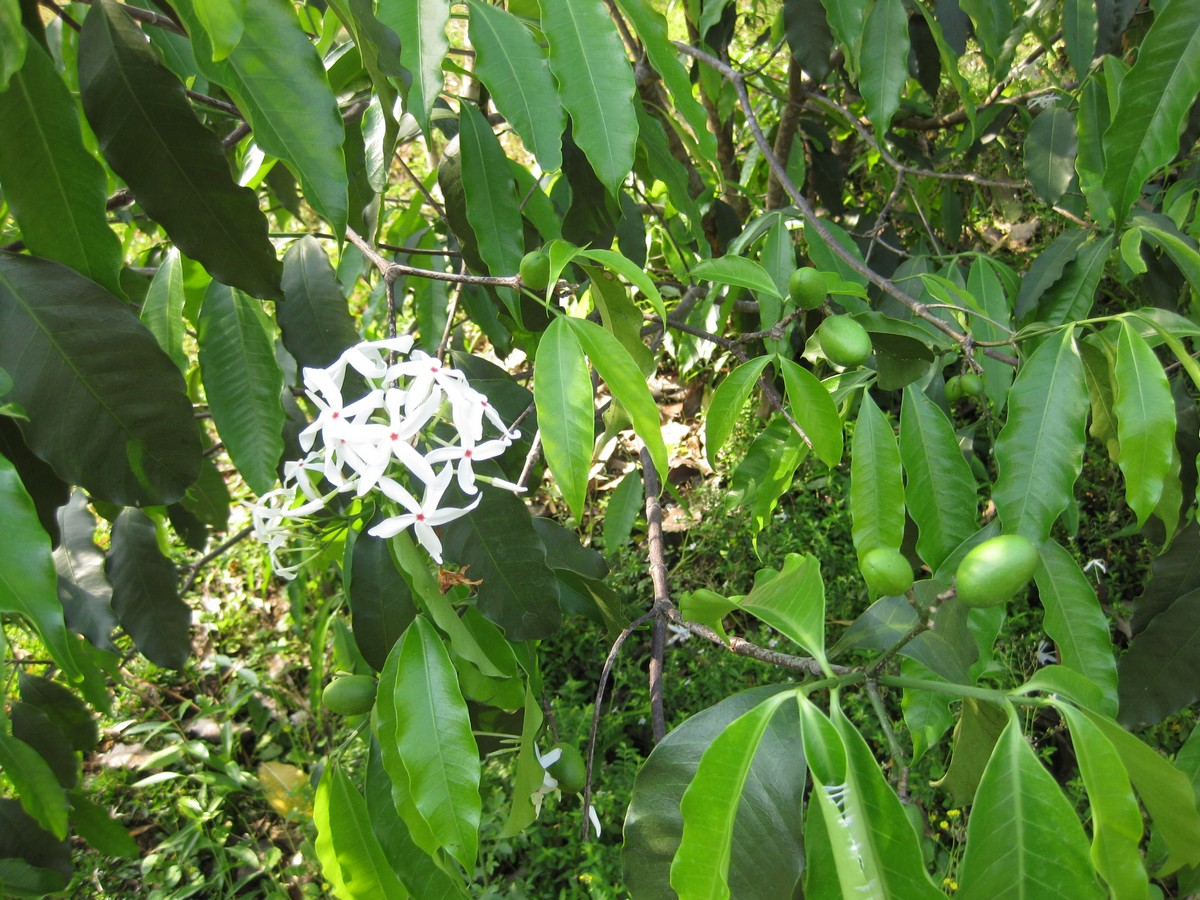
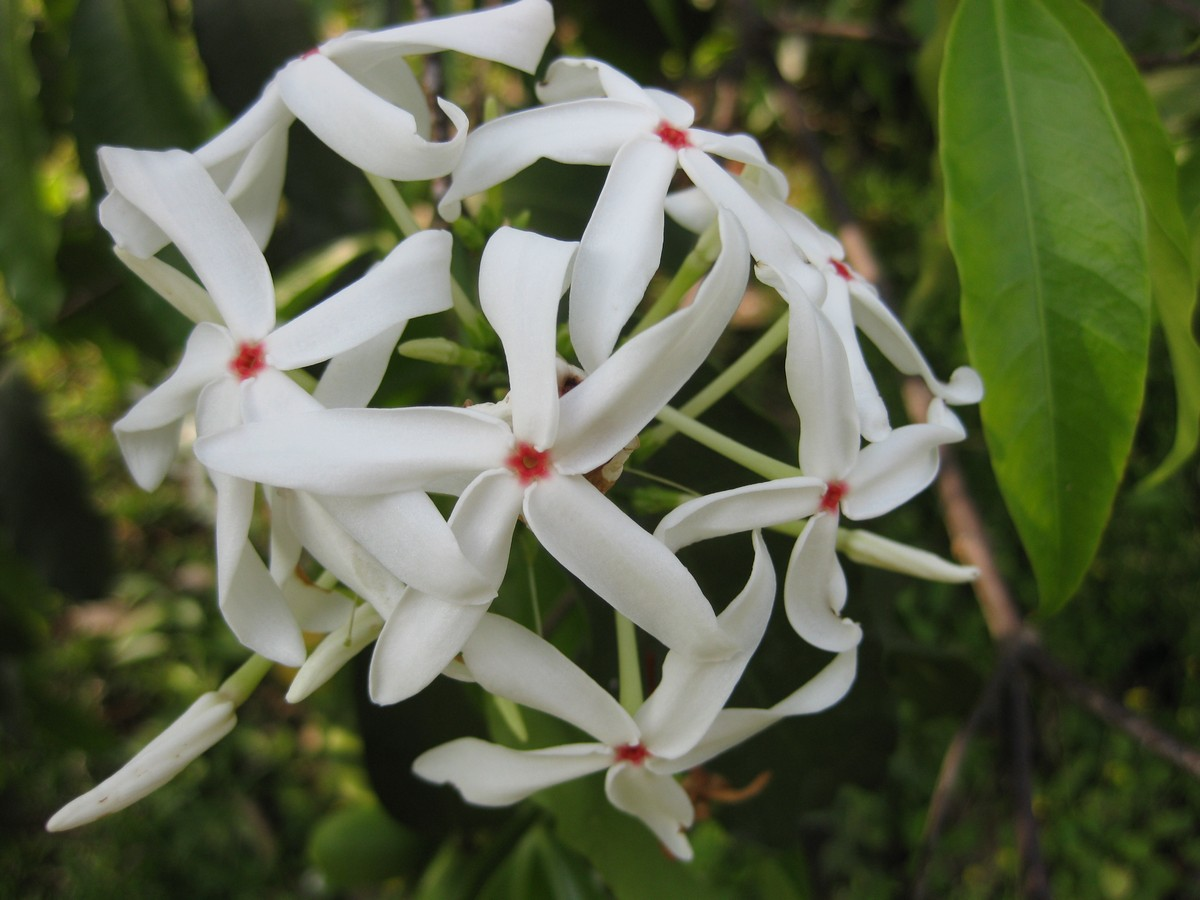
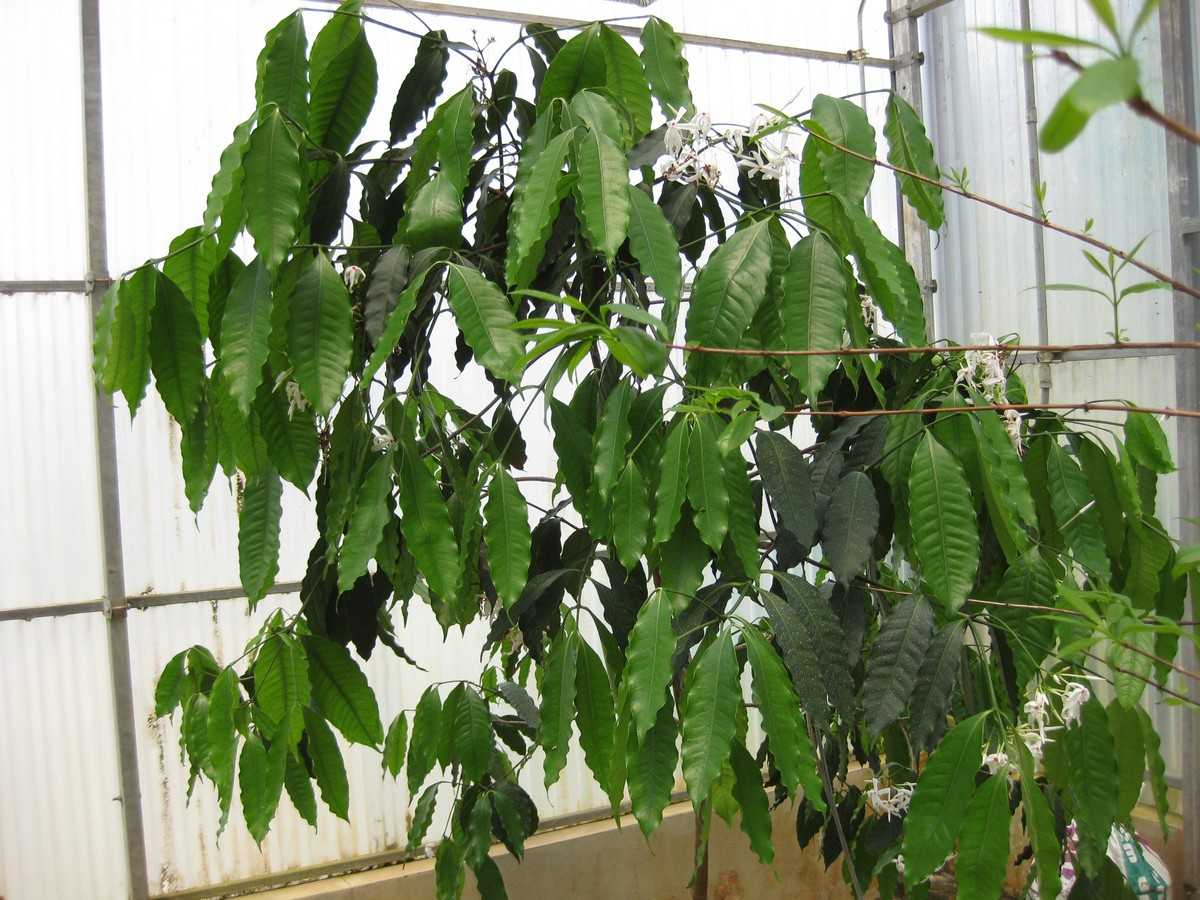